# Andrés Martín
Andrés Martín García (Aguadulce, 11 luglio 1999) è un calciatore spagnolo, attaccante del Racing Santander.

## Caratteristiche tecniche
È un centrocampista offensivo.

## Carriera
Cresciuto nel settore giovanile del Córdoba, ha esordito in prima squadra il 9 settembre 2018 disputando l'incontro di Segunda División pareggiato 0-0 contro l'Alcorcón.

## Statistiche
Statistiche aggiornate al 13 giugno 2020.

### Presenze e reti nei club
| Stagione        | Squadra         | Campionato      | Campionato | Campionato | Coppe nazionali | Coppe nazionali | Coppe nazionali | Coppe continentali | Coppe continentali | Coppe continentali | Altre coppe | Altre coppe | Altre coppe | Totale | Totale | Totale |
| Stagione        | Squadra         | Comp            | Pres       | Reti       | Comp            | Pres            | Reti            | Comp               | Pres               | Reti               | Comp        | Pres        | Reti        | Pres   | Reti   |        |
| --------------- | --------------- | --------------- | ---------- | ---------- | --------------- | --------------- | --------------- | ------------------ | ------------------ | ------------------ | ----------- | ----------- | ----------- | ------ | ------ | ------ |
| 2017-2018       | Córdoba B       | SDB             | 26         | 5          |                 | -               | -               |                    | -                  | -                  |             | -           | -           | 26     | 5      |        |
| 2018-2019       | Córdoba B       | SDB             | 3          | 1          |                 | -               | -               |                    | -                  | -                  |             | -           | -           | 3      | 1      |        |
| 2018-2019       | Córdoba         | SD              | 29         | 6          | CR              | 3               | 1               |                    | -                  | -                  |             | -           | -           | 32     | 7      |        |
| 2019-2020       | Rayo Vallecano  | SD              | 19         | 2          | CR              | 4               | 1               |                    | -                  | -                  |             | -           | -           | 23     | 3      |        |
| Totale carriera | Totale carriera | Totale carriera | 77         | 14         |                 | 7               | 1               |                    | -                  | -                  |             | -           | -           | 84     | 15     |        |